# Droga ekspresowa S10 (Polska)
Droga ekspresowa S10 – budowana polska droga ekspresowa o długości około 400 km, która będzie łączyła zespół portów morskich Szczecin-Świnoujście poprzez Piłę, Bydgoszcz i Toruń z Obwodnicą Aglomeracji Warszawskiej w okolicach Nacpolska  w gminie Naruszewo. Będzie kontynuowana do aglomeracji warszawskiej wykorzystując S7. 
Droga stanowić będzie równoleżnikowy łącznik autostrady A6, dróg ekspresowych S11, S5 i autostrady A1 przebiegających południkowo i projektowanej tranzytowej obwodnicy Warszawy S50 w formie pierścienia. Droga pozwoli na połączenie regionów Pomorza Zachodniego, północy Wielkopolski, Kujawsko-Pomorskiego i Mazowsza, tworząc alternatywny szlak transportowy na północ od autostrady A2. Duży fragment S10 będzie również częścią nowego, północnego korytarza drogowego, który będzie biegł od granicy z Niemcami do granicy z Litwą. 
Lokalnie utworzy ważną oś transportu drogowego pomiędzy stolicami województwa kujawsko-pomorskiego Bydgoszczą i Toruniem (alternatywę dla DK80), stanowi obwodnicę Stargardu, Wałcza, Bydgoszczy i Torunia; w przyszłości powstaną lub zostaną podwyższone do klasy drogi ekspresowej obejścia Piły, Nakła i Płocka.
W 2019 w Bydgoszczy powstało stowarzyszenie samorządów, znajdujących się na trasie planowanej drogi ekspresowej. Członkami założycielskimi stowarzyszenia jest dziewięć samorządów: Bydgoszcz, Piła, Płońsk, Załuski, Nakło nad Notecią, Nowa Wieś Wielka, Mrocza, Wysoka i województwo zachodniopomorskie.
Budowa wszystkich brakujących odcinków S10 jest zaplanowana w Rządowym Programie Budowy Dróg Krajowych do 2030 roku. 
Zakończenie realizacji S10 w formule Projektuj i Buduj przewidziane jest na rok 2028.

## Istniejące odcinki drogi ekspresowej

### Szczecin Zdunowo – Stargard

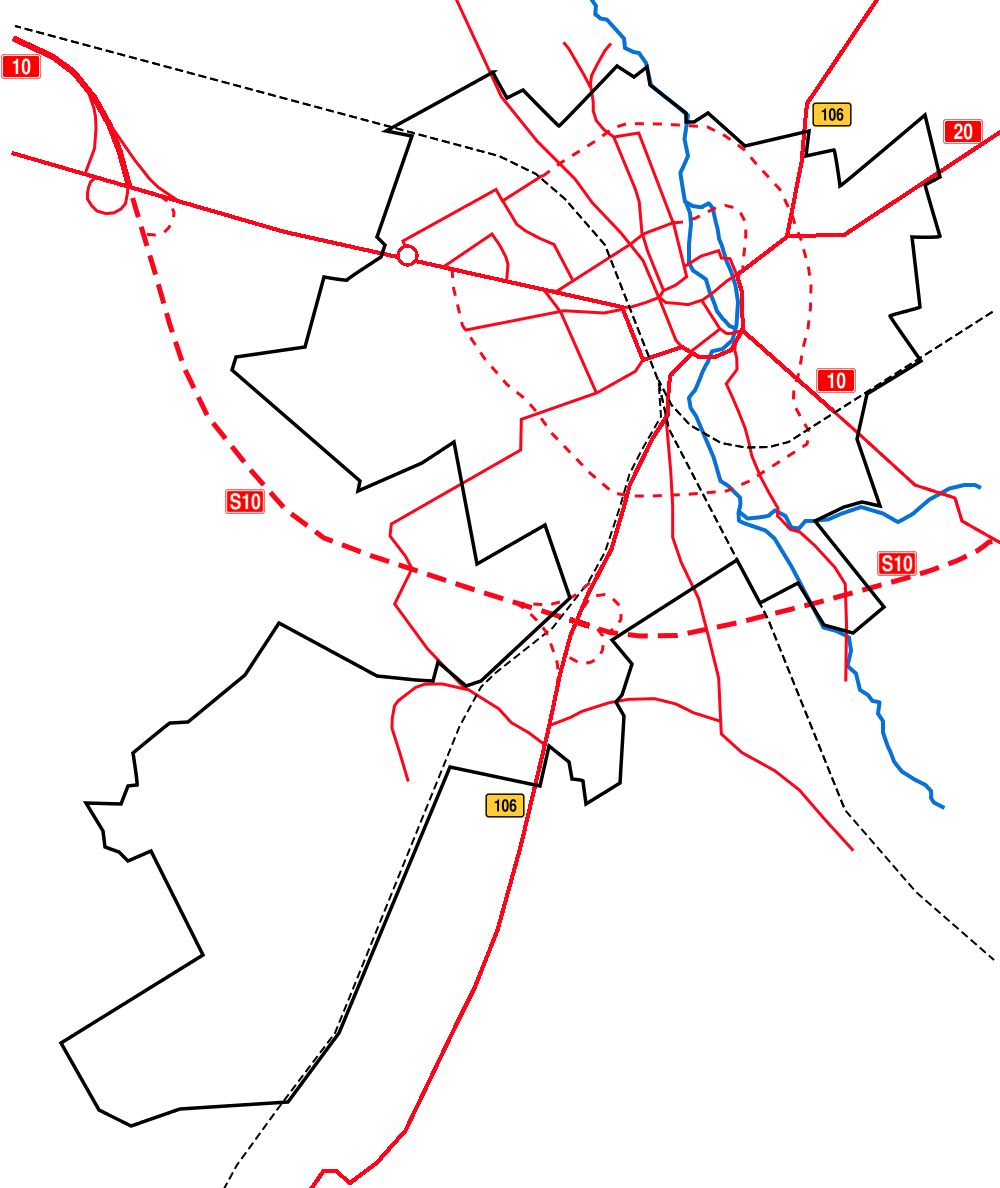
Obwodnica Stargardu omijająca miasto od zachodu i południa

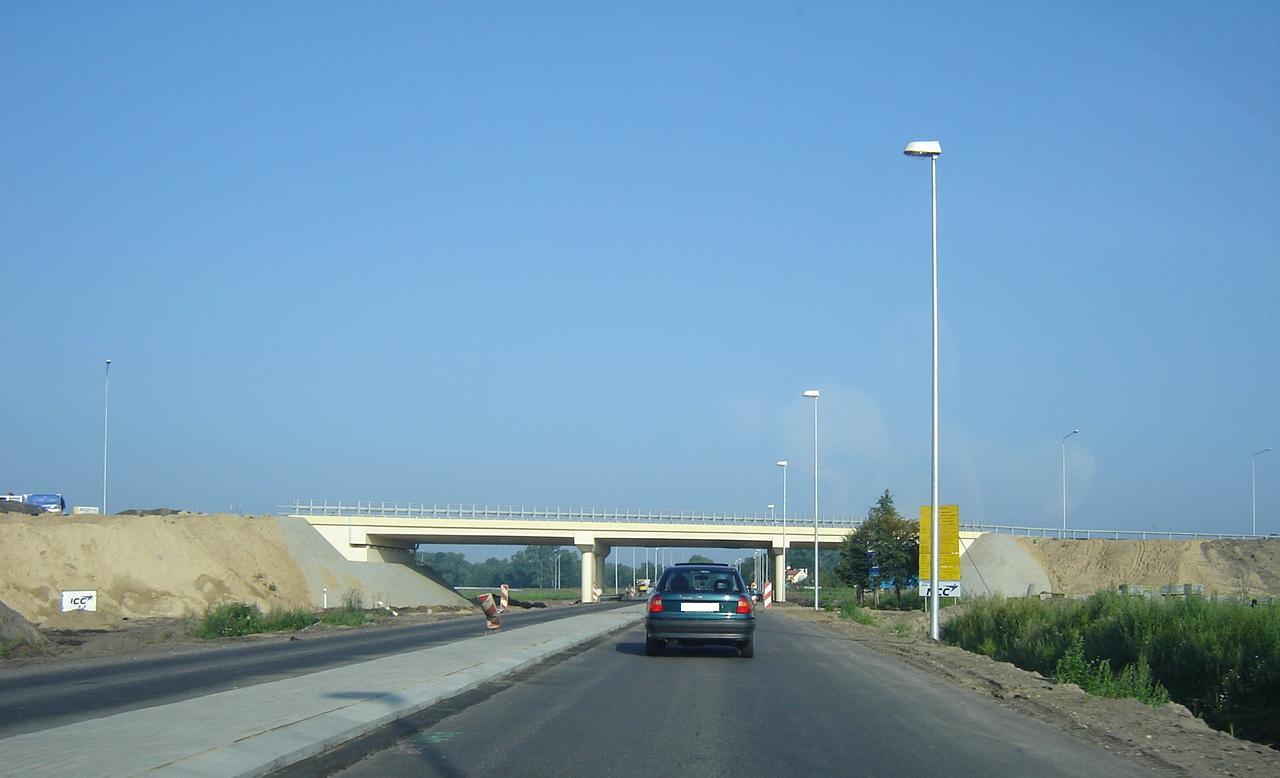
Węzeł Stargard Zachód, podczas budowy obwodnicy Stargardu Szczecińskiego

Długość: 25,8 km. Po 28 listopada 2020 GDDKiA nadała oznaczenia drogi ekspresowej dwujezdniowemu odcinkowi od rogatek Szczecina do węzła Stargard Wschód. W skład tej trasy wchodzą następujące pododcinki:
- Szczecin Zdunowo – Kobylanka (początek obw. Kobylanki, Morzyczyna i Zieleniewa); długość: 6 km[8]. Odcinek zaczyna się w rejonie ROD Unikon, a kończy w zachodniej części Kobylanki.
- obwodnica Kobylanki, Morzyczyna i Zieleniewa pomiędzy węzłami Kobylanka[1] a Stargard Zachód; pierwsza jezdnia (południowa) wraz z węzłami[d] otwarta 14 września 2007, druga[e] – 28 listopada 2020[9]. W ramach inwestycji powstała także droga wspomagająca Niedźwiedź – Zdunowo o dł. ok. 3,2 km[10][1].
- obwodnica Stargardu; długość: 13,52 km, otwarcie 21 grudnia 2009[11]. Omija Stargard od zachodu i południa. Jest drogą z trzema węzłami Stargard Zachód, Stargard Centrum, oraz Stargard Wschód.

### Obwodnica Wałcza
Długość odcinka: 17,8 km. 18 listopada 2015 podpisana została umowa na jej realizację. Droga ominęła Wałcz od północy. Inwestycja początkowo była realizowana przez przedsiębiorstwo Energopol Szczecin. Wartość kontraktu, który został podpisany wynosił 430 488 192 złotych. Również 18 listopada 2015 została podpisana umowa na nadzór dla tej inwestycji z konsorcjum firm Trakt i Eko Invest o wartości 5 841 749,70 zł. Budowa miała potrwać 22 miesiące, z czasu realizacji zadania był wyłączone okresy zimowe od 15 grudnia do 15 marca, i zostać ukończona w lipcu 2018 roku. Z uwagi na niekorzystne warunki gruntowe, które nie zostały uwzględnione w dokumentacji projektowej (np. torfowiska o głębokości złoża torfu do 20 metrów), nastąpiło opóźnienie budowy i korekta terminu oddana drogi na 31 maja 2019 roku. Termin ten nie został dotrzymany, a na początku lipca 2019 Energopol złożył w szczecińskim sądzie rejonowym wniosek o ogłoszenie upadłości likwidacyjnej. Zdolność firmy do dokończenia mocno opóźnionych lub nawet jeszcze nie rozpoczętych kontraktów miała stać się przedmiotem pogłębionej analizy prawnej GDDKiA; sama zaś firma zadeklarowała chęć kontynuacji prac. 14 października 2019 umowa z Energopolem została rozwiązana. Do końca roku miał zostać ogłoszony przetarg na dokończenie obwodnicy, na której pozostało wówczas do wykonania jeszcze 15 procent robót – głównie położenie mas bitumicznych o łącznej masie 100 tys. ton. W grudniu roku 2019 odbyły się  przetargi na dokończenie inwestycji, a prace zostały podzielone na parę zadań, przez co w realizacji wzięły też udział mniejsze firmy. Budowę wznowiły PORR S.A.; Budimex S.A. i POL-DRÓG Drawsko Pomorskie S.A. Oddana do użytku 19 grudnia 2020 roku z opóźnieniem dwóch lat i pięciu miesięcy. Wszystkie prace zakończyły się w 2021 roku.

### Obwodnica Bydgoszczy

#### Bydgoszcz Zachód–Bydgoszcz Błonie
Długość: 7,2 km. Odcinek został oddany do użytku 31 grudnia 2020 w ramach budowy drogi ekspresowej S5; odcinek między niniejszymi węzłami ma wspólny przebieg z tą trasą.

#### Bydgoszcz Błonie–Bydgoszcz Południe
Fragment południowej obwodnicy Bydgoszczy o długości 12 km został otwarty 18 grudnia 2009 roku.

### Obwodnica Torunia
Od kwietnia 2004 budowana była jednojezdniowa droga ekspresowa z pasem rezerwy stanowiąca południową obwodnicę Torunia. W jej skład wchodzi odcinek Toruń Zachód (dawniej Nieszawka) – Toruń Płd. (dawniej Czerniewice). Nazywana jest „trasą poligonową” i ma długość 11,3 km. Droga oddana do użytku została 15 listopada 2005 roku. Pod koniec kwietnia 2024 roku wojewoda kujawsko-pomorski otrzymał wniosek o wydanie decyzji o zezwolenie na realizację inwestycji drogowej (ZRID) dla tego 12-kilometrowego odcinka drogi ekspresowej S10 pomiędzy węzłami Toruń Zachód a Toruń Południem. Po uzyskaniu tej decyzji możliwe będzie rozpoczęcie budowy. Wykonawcą projektu i budowy jest konsorcjum Rubau Polska jako lider oraz Poltores jako partner, a wartość kontraktu wynosi prawie 340 milionów złotych. Nowa droga ekspresowa, mająca długość 11,8 km, będzie składać się z dwóch pasów ruchu w obu kierunkach oraz pasa awaryjnego. Zgodnie z zawartą umową, wszystkie prace powinny być ukończone do końca pierwszego kwartału 2027 roku.
Projekt realizowany jest w ramach rządowego Programu Budowy Dróg Krajowych do 2030 roku i funkcjonuje w systemie "Projektuj i Buduj". Jest to czwarty fragment drogi ekspresowej S10 pomiędzy Bydgoszczą a Toruniem. Trasa ta obejmuje jedenaście obiektów inżynierskich oraz dwa nowo projektowane węzły: Toruń Podgórz i Toruń Czerniewice. Po ukończeniu, droga ta znacząco skróci czas dojazdu do autostrady A1 dla podróżujących z Bydgoszczy oraz ułatwi dostęp do A1 dla kierowców z Torunia.
Inne
- dwujezdniowy, wspólny z autostradą A1 odcinek Toruń Płd. (d. Czerniewice) – Lubicz o długości 9,9 km. Otwarty został w 2011 roku jako dwujezdniowy, wcześniej funkcjonował w tzw. półprofilu (jedna jezdnia o dwóch pasach ruchu)
- północne obejście Wyrzyska o długości 7,8 km. Odcinek budowany był od 15 lipca 2008 do 16 grudnia 2009 roku.

## Odcinki realizowane

### Szczecin Kijewo–Szczecin Zdunowo
W czasie projektowania przeanalizowano łącznie pięć opcji, zawsze omijając ze względów terenowych Płonię od północy. Projektowe rozwiązania były konsultowane z mieszkańcami i przedstawicielami biznesu, zwłaszcza ze względu na bliskość centrów logistycznych. Ostatecznie, zgodnie z decyzją środowiskową, wybrano wariant V mający 4,35 km długości. Przewidziano wówczas realizację w latach 2022–2026.  
13 marca 2018 została podpisana umowa na przygotowanie niezbędnej dokumentacji do realizacji odcinka S10 Szczecin Kijewo – Zdunowo w formule projektuj i buduj, m.in. podpisano umowę na wykonanie „studium techniczno-ekonomiczno-środowiskowego o wyższym stopniu szczegółowości wraz z materiałami do decyzji o środowiskowych uwarunkowaniach”. Wykonawcą studium została firma Transprojekt Gdański. Proces uzyskiwania decyzji środowiskowej trwał od roku 2020 i zakończył się 16 grudnia 2022 roku gdy wydano decyzję środowiskową umożliwiającą rozpoczęcie badań podłoża dla wybranego wariantu.   
Pod koniec września 2023 roku ogłoszono postępowanie na wyłonienie wykonawcy dla tego odcinka, a 13 marca wybrano oferty dla sześciu odcinków S10 Szczecin – Piła, w tym również wykonawcę dla odcinka Szczecin Kijewo – Zdunowo i obwodnicy Płoni. Zgłoszono siedem propozycji cenowych w zakresie od 187,34 do 288,91 milionów złotych. Budżet GDDKiA na ten odcinek wyznaczony był w wysokości 244,45 miliona złotych. Wyłonionym wykonawcą jest konsorcjum firm NDI i NDI Sopot, który zaproponowano wynosiła 187,34 mln zł. W wyniku odwołań pozostałych oferentów Sąd Okręgowy w Warszawie wydał w październiku 2024 roku wyrok, w którym zobowiązał do odrzucenia oferty firmy NDI oraz ponownej analizy zgłoszonych propozycji. Kontrakt o wartości 204 mln zł zrealizuje firma Budimex.   
Planowana inwestycja będzie realizowana w formule Projektuj i Buduj. Droga ma powstać w 27 miesięcy (10 miesięcy na opracowanie projektu budowlanego i złożenie wniosku o wydanie ZRID, 7 miesięcy na procedowanie decyzji środowiskowej oraz kolejne 22 miesiące na prace w terenie, z wyłączeniem okresów zimowych od 16 grudnia do 15 marca) w okresie od 2025 do 2028 roku. Zgodnie z powyższymi terminami budowa w terenie powinna się rozpocząć w 2025 roku, a kierowcy korzystać z nowej trasy mogą spodziewać się od 2028 roku, przy sprawnym przebiegu całego procesu administracyjno-budowlanego.  
W ramach tej inwestycji, planowane jest zbudowanie 4,4-kilometrowego odcinka S10, który ominie od północy szczecińskie osiedle Płonia, wyprowadzając tranzyt z obszaru zabudowanego na terenie miasta Szczecin, gdzie znajduje się wiele skrzyżowań i przejść dla pieszych oraz dwa nowe węzły drogowe: Szczecin Płonia, gdzie nowa droga odchodzi od obecnej DK10, i Szczecin Zdunowo, który znajdować się będzie 400 metrów na wschód od obecnego skrzyżowania DK10 z drogą do Zdunowa (53°21′53,6″N 14°45′25,4″E/53,364885 14,757042). Ten drugi węzeł umożliwi również dostęp do pobliskiego szpitala. W ciągu nowej drogi S10 zostanie wybudowany most o długości 130 metrów nad rzeką Płonią, który pełnić będzie funkcję również przejścia dla zwierząt oraz pięć wiaduktów. Na końcu odcinka, za węzłem Szczecin Zdunowo, planowane jest utworzenie przejścia dla większych zwierząt o szerokości 50 metrów. Cała trasa zostanie ogrodzona, a w rejonie zabudowy zostaną zamontowane ekrany dźwiękochłonne.

### Stargard Wschód(bez węzła) –Recz
Długość: 31,5 km. 29 lutego 2018 podpisano umowę na wykonanie Studium techniczno-ekonomiczno-środowiskowego. Wykonawcą studium została firma Europrojekt Gdańsk. Odcinek podzielono na dwa krótsze.

#### Stargard – Suchań
13 marca rozstrzygnięto przetarg na budowę tego odcinka o długości 13,8 km. Zgłoszono cztery propozycje cenowe w zakresie od 450,38 do 630,5 milionów złotych. Budżet GDDKiA na ten odcinek wyznaczony był w wysokości 562,6 miliona złotych. Najkorzystniejszą ofertę o wysokości 450,38 mln zł złożył Budimex.

#### Suchań – Recz
13 marca rozstrzygnięto przetarg na budowę tego odcinka o długości 19,6 km. Zgłoszono osiem propozycji cenowych w zakresie od 667,52 do 969,06 milionów złotych. Budżet GDDKiA na ten odcinek wyznaczony był w wysokości 835,06 miliona złotych. Najkorzystniejszą ofertę o wysokości 667,52 mln zł złożyło konsorcjum Kobylarnia i Mirbud.

### Recz(bez węzła) –Łowicz Wałecki
Długość: 34,5 km. 29 lutego 2018 podpisano umowę na wykonanie Studium techniczno-ekonomiczno-środowiskowego. Wykonawcą studium została firma Europrojekt Gdańsk. Odcinek podzielono na dwa mniejsze.

#### Recz - Cybowo
Zgłoszono siedem propozycji cenowych w zakresie od 647 do 915,62 milionów złotych. Budżet GDDKiA na ten odcinek wyznaczony był w wysokości 991,54 miliona złotych.

#### Cybowo - Łowicz Wałecki
13 marca rozstrzygnięto przetarg na budowę tego odcinka o długości 16,6 km. Zgłoszono siedem propozycji cenowych w zakresie od 592,97 do 695,92 milionów złotych. Budżet GDDKiA na ten odcinek wyznaczony był w wysokości 677,75 miliona złotych. Najkorzystniejszą ofertę o wysokości 592,97 mln zł złożył Budimex. W piątek 21 czerwca 2024r. Generalna Dyrekcja Dróg Krajowych podpisała z Budimexem umowę na odcinek Cybowo – Łowicz Wałecki, zawierający w sobie obwodnicę Kalisza Pomorskiego. W ciągu odcinka zaplanowano 16 obiektów mostowych - pięć wiaduktów drogowych, cztery przejścia górne i siedem dolnych dla zwierząt oraz 24 przepusty dla płazów i małych zwierząt. Planowany terminarz prac zakłada 10 miesięcy od podpisania umowy na opracowanie projektu budowlanego i złożenie wniosku o wydanie decyzji o zezwoleniu na realizację inwestycji drogowej (ZRID), natomiast cała inwestycja ma zostać oddana do użytku w 2028r.

### Łowicz Wałecki (bez węzła) – Piecnik
Długość: 14,9 km. 29 lutego 2018 podpisano umowę na wykonanie Studium techniczno-ekonomiczno-środowiskowego dla 6,7-kilometrowego odcinka  Łowicz Wałecki - Mirosławiec. Wykonawcą studium została firma Europrojekt Gdańsk. 13 marca rozstrzygnięto przetarg na budowę odcinka Łowicz Wałecki (bez węzła) – Piecnik o długości 16,6 km. Zgłoszono cztery propozycję cenowe w zakresie od 538,05 do 680,99 milionów złotych. Budżet GDDKiA na ten odcinek wyznaczony był w wysokości 773,92 miliona złotych. Najkorzystniejszą ofertę o wysokości 538,05 mln zł złożył Budimex.

### Piecnik –Wałcz Zachód
Trasa rozpocznie się przed węzłem drogowym Piecnik, następnie odłączy się na północ od obecnej trasy DK10 i przebiegać będzie nowym szlakiem między Górnicą a Jeziorkiem. Na wschód od Piławy, trasa połączy się z obecnym przebiegiem DK10, włączając się do istniejącego węzła Wałcz Zachód na obwodnicy Wałcza, należącej już obecnie do drogi ekspresowej S10. Na tej trasie zostanie zbudowanych siedem wiaduktów, jeden estakada, sześć dolnych przejść dla zwierząt, trzy górne przejścia dla zwierząt oraz dziewięć przejść dla małych zwierząt. Ponadto, planowany jest jeden węzeł drogowy o nazwie Piecnik.
Umowa na wykonanie studium techniczno-ekonomiczno-środowiskowego podpisana została 29 marca 2018 roku, a zajął się tym Europrojekt Gdańsk. 20 grudnia 2019 roku złożony został wniosek o decyzję o środowiskowych uwarunkowaniach, a wydana została ona 21 lipca 2021 roku przez wojewodę zachodniopomorskiego. 4 października 2023 roku został ogłoszony przetarg na budowę tego odcinka o długości 14,9 km. Rozstrzygnięto go 13 marca 2024 roku. Zgłoszono sześć propozycji cenowych w zakresie od 552,22 do 693,41 milionów złotych. Budżet GDDKiA na ten odcinek wyznaczony był w wysokości 616,4 miliona złotych. Najkorzystniejszą ofertę o wysokości 552,22 mln zł złożył Budimex.

### Wałcz Witankowo(bez węzła) –Piła Północ
29 lutego 2018 roku podpisano umowę na przygotowanie studium techniczno-ekonomiczno-środowiskowego. Wykonawcą został Europrojekt Gdańsk. 21 lipca 2021 roku uzyskano decyzję środowiskową. 11października 2023 ogłoszono przetargi na ten odcinek o długości 16,6 km, a rozstrzygnięto go 13 marca 2024 roku. Zgłoszono pięć propozycji cenowych w zakresie od 721,29 do 915,37 milionów złotych. Budżet GDDKiA na ten odcinek wyznaczony był w wysokości 999,69 miliona złotych. Najkorzystniejszą ofertę o wysokości 721,29 mln zł złożył Budimex.

### Piła – Wyrzysk
Długość: ok. 28 km. Przewidywane lata realizacji: 2025 – 2027. 7 września 2018 r. podpisano trzy umowy: na przeprowadzenie studium korytarzowego, studium techniczno-ekonomiczno-środowiskowego oraz koncepcji programowej. Za wszystkie ww. zadania odpowiedzialna jest AECOM Polska Sp. z o.o.

### Wyrzysk – Bydgoszcz
Długość: 40,8 km. Przewidywane lata realizacji: 2026 – 2029. 26 czerwca 2018 podpisano umowę na wykonanie „Studium techniczno-ekonomiczno-środowiskowe o wyższym stopniu szczegółowości wraz z materiałami do decyzji o środowiskowych uwarunkowaniach”. 30 czerwca 2021 złożono wniosek o wydanie decyzji środowiskowej.

## Historia budowy

### Województwo zachodniopomorskie

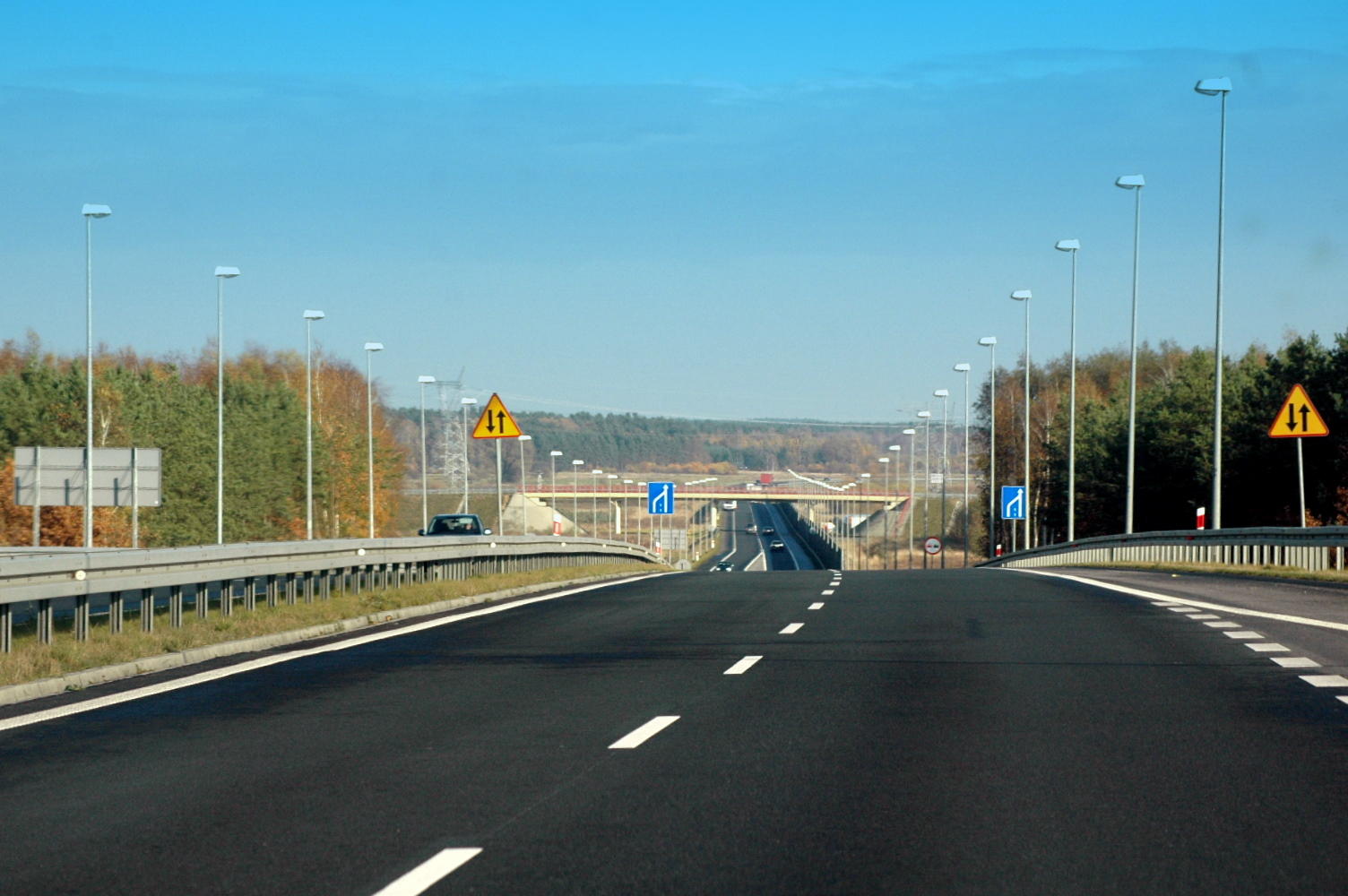
Węzeł Kobylanka – zachodni początek obejścia Kobylanki, Morzyczyna i Zieleniewa przed powstaniem drugiej jezdni; bud. 07.2005–09.2007

W latach 2002–2004 zrealizowano modernizację wylotowego odcinka trasy DK10 ze Szczecina w kierunku Stargardu o długości 6 km do parametrów dwujezdniowej drogi ekspresowej.
Od końca lipca 2005 trwała budowa kolejnego etapu drogi biegnącej na północ od jeziora Miedwie: pierwszej (południowej) jezdni obwodnicy Kobylanki, Morzyczyna i Zieleniewa o długości 8,8 km (z tego ok. 5,5 km drogi jednojezdniowej) – współfinansowanej z funduszy Unii Europejskiej (SPOT i Europejski Fundusz Rozwoju Regionalnego). Planowany początkowo termin zakończenia inwestycji (koniec kwietnia 2007) nie został dotrzymany przez głównego wykonawcę – szwedzkie NCC AB i ostatecznie fragment ten otwarto 14 września 2007 r. 5 marca 2007 wojewoda zachodniopomorski wydał decyzję lokalizacyjną dla drugiej (północnej) jezdni tego odcinka.
Kontynuacją inwestycji jest dwujezdniowe południowe obejście Stargardu. Pierwotnie planowano, aby obwodnica tego miasta była drogą jednojezdniową (tzw. półprofil, 1x2), jednak lokalizacja fabryki opon do samochodów ciężarowych i autobusów Bridgestone w Stargardzie Kluczewie wpłynęła na decyzję o jej poszerzeniu do pełnego profilu 2x2. 18 maja 2007 GDDKiA ogłosiła przetarg na realizację obejścia, który wygrało konsorcjum firm niemieckich Johann Bunte Bauunternehmung i Berger Bau. 13 maja 2008 został przekazany plac budowy, a prace ruszyły 26 maja tego samego roku. Zakończenie budowy obwodnicy początkowo planowane było na 31 października 2009, następnie termin ten przesunięto na 30 listopada, by ostatecznie otworzyć ją 21 grudnia 2009. Koszt budowy obwodnicy wyniósł 351,1 mln zł. Na obwodnicy powstały trzy węzły Stargard Zachód, Stargard Południe oraz Stargard Wschód (według pierwotnego nazewnictwa odpowiednio: Lipnik, Stargard Szczeciński Os. Pyrzyckie i Święte przemianowane następnie na Stargard Szczeciński Zachód, Stargard Szczeciński Południe oraz Stargard Szczeciński Wschód; trzecia korekta miała miejsce wskutek zmiany nazwy miasta od 1 stycznia 2016).
17 marca 2009 GDDKiA ogłosiła przetarg nieograniczony na wykonanie „Studium Techniczno-Ekonomiczno-Środowiskowego (STEŚ) budowy drogi ekspresowej S10 na odcinku koniec obwodnicy Stargardu – początek obwodnicy Piły (z węzłem Piła Północ) z wyłączeniem obwodnicy miejscowości Wałcz” z terminem otwarcia ofert 28 kwietnia. W przetargu wyłoniony został wykonawca studium – hiszpańska firma Agua y Estructuras S.A., Sewilla, a termin realizacji STEŚ to 31 grudnia 2010. Docelowo droga o długości ok. 130 km ma posiadać dwie jezdnie po dwa pasy ruchu.
W 2014 rząd przyjął nowelizację Programu Budowy Dróg Krajowych 2011-2015, przewidujący m.in. realizację obwodnicy Wałcza. W sierpniu 2014 ogłoszono przetarg na budowę obwodnicy Wałcza.
12 października 2015 ogłoszono przetarg na zaprojektowanie i budowę 2. jezdni obwodnicy Kobylanki, Morzyczyna i Zieleniewa; lata realizacji: 2016–2020. Umowę z firmą Strabag (Strabag Infrastruktura Południe Sp. z o.o.) podpisano 4 października 2017. 27 grudnia 2018 roku Wojewoda Zachodniopomorski wydał decyzję zezwalającą na realizację (ZRID) drugiej jezdni obwodnicy Kobylanki, Morzyczyna i Zieleniewa. Prace budowlane rozpoczęły się 18 marca 2019. Druga jezdnia została oddana do użytku 28 listopada 2020.

### Województwo wielkopolskie

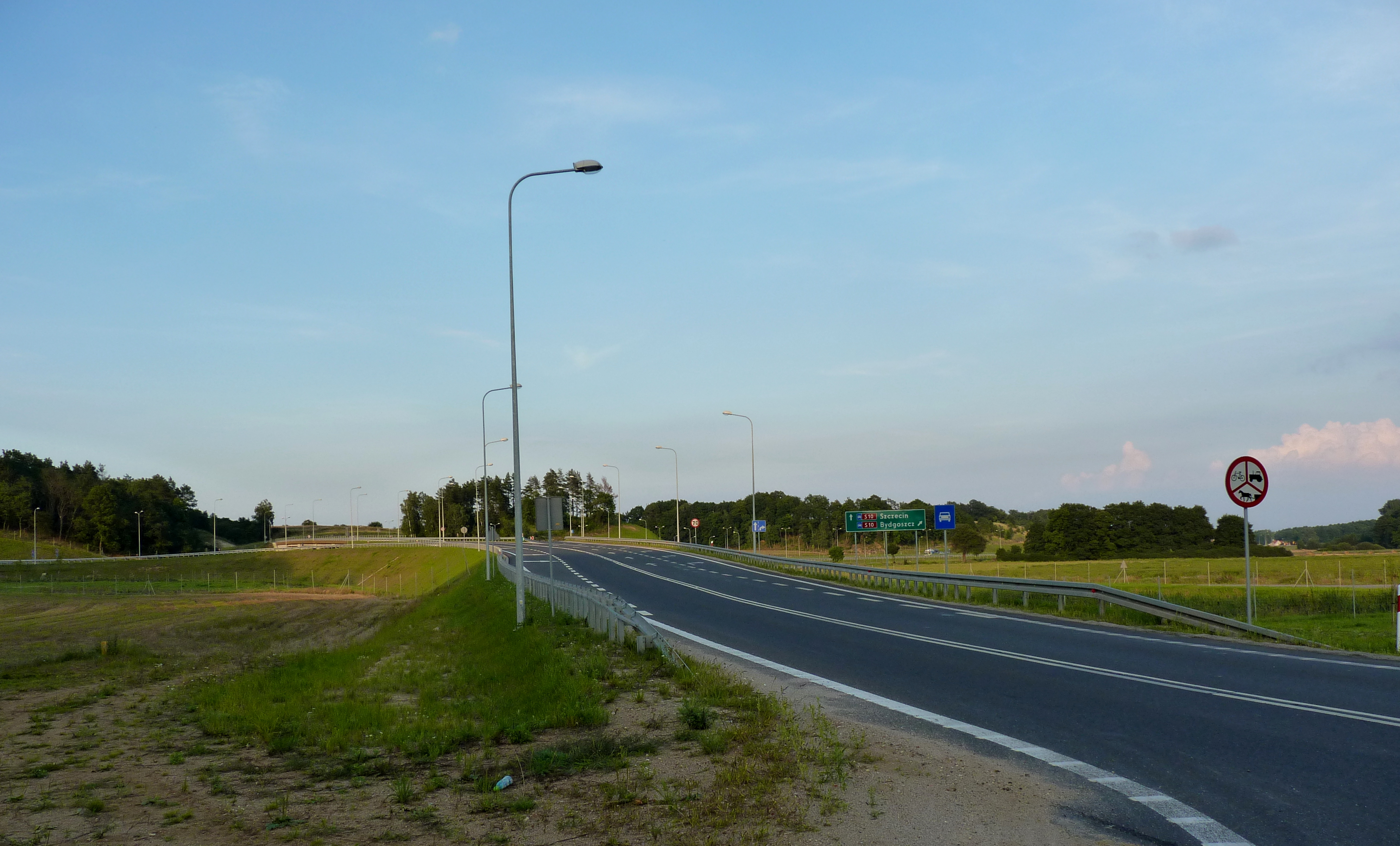
Łącznica węzła Wyrzysk

W 2004 wyremontowano północno-wschodnią obwodnicę Piły. Droga posiada jedną jezdnię i kolizyjne, jednopoziomowe skrzyżowania. Pokrywa się również z przebiegiem DK11 (przyszłej S11).
19 czerwca 2008 wielkopolski oddział GDDKiA podpisał umowę na budowę planowanej od 1996 roku północnej obwodnicy Wyrzyska w ciągu drogi S10. Budowę rozpoczęto 15 lipca z terminem ukończenia 19 stycznia 2010. Obejście to jednojezdniowa droga o długości ok. 7,8 km z dwoma jezdniami na węzłach drogowych Łobżenica i Wyrzysk. Otwarcie obwodnicy nastąpiło 16 grudnia 2009 roku.

### Województwo kujawsko-pomorskie

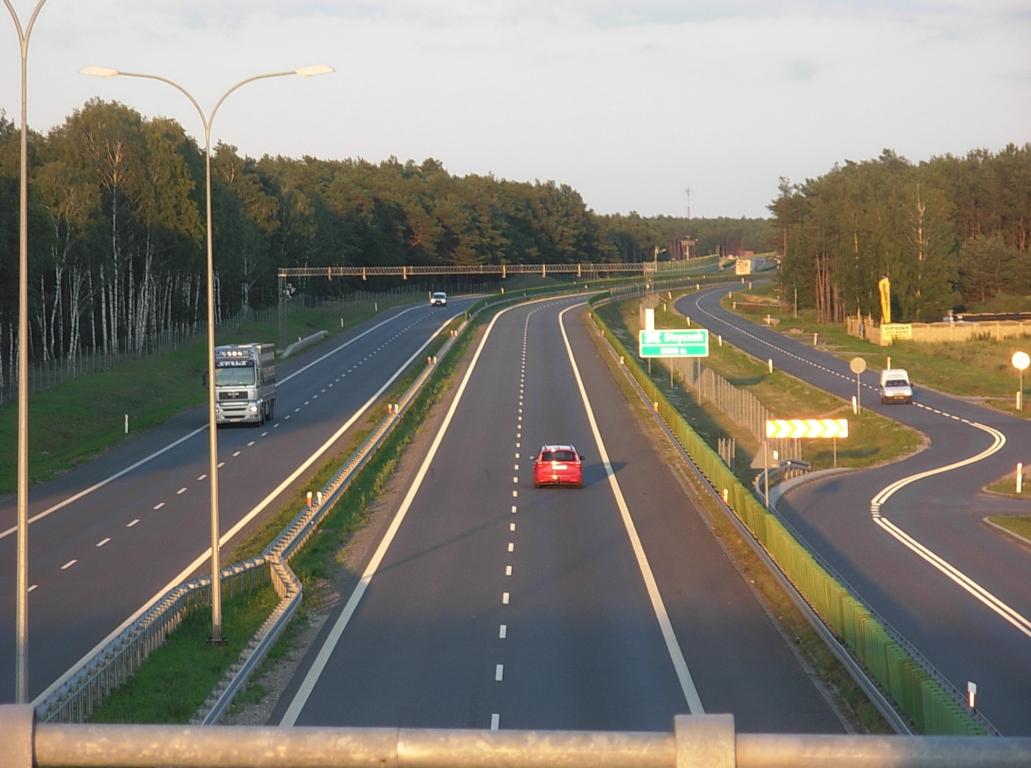
Droga ekspresowa S10 na odcinku między węzłami Bydgoszcz Błonie i Bydgoszcz Południe; najstarszy fragment obwodnicy Bydgoszczy

18 grudnia 2009 otwarto dwujezdniowy fragment obwodnicy Bydgoszczy: Bydgoszcz Błonie (wówczas węzeł nosił nazwę Białe Błota) – Bydgoszcz Południe (d. Stryszek) o długości 10,4 km. Do przedłużenia północno-zachodniego fragmentu obwodnicy Bydgoszczy w kier. Gdańska, na tym odcinku wspólnie z drogą ekspresową S10 tymczasowo przebiegała prowadząca z Poznania droga ekspresowa S5, wówczas rozwidlająca się w kierunku Bydgoszczy w Stryszku.

Po otwarciu obwodnicy, od 31 grudnia 2020 roku drogi S10 i S5 prowadzą wspólnie na długości 7,2 km pomiędzy węzłami Bydgoszcz Zachód (d. Pawłówek) – Bydgoszcz Błonie.
Prace studialne i projektowe przy przebudowie obwodnicy Nakła nad Notecią do parametrów drogi ekspresowej miały zostać zlecone w 2010 r. Realizacja zadania w terenie planowana była po roku 2012.
28 listopada 2016 GDDKiA podpisała z firmą Mosty Katowice umowę na przygotowanie do kwietnia 2018 dokumentacji odcinka drogi S10 między Bydgoszczą a Toruniem o długości około 50 km. Mosty Katowice zobowiązały się do wykonania analizy przebiegu S10, studium techniczno-ekonomiczno-środowiskowego z elementami koncepcji programowej oraz dokumentacji do planowanego na październik 2017 wniosku o wydanie decyzji o uwarunkowaniach środowiskowych. Wartość umowy wyniosła 4 672 524 zł.

Projektowany odcinek ma posiadać dwa (docelowo trzy) pasy ruchu o szerokości 3,5 m w obu kierunkach. Założona prędkość projektowa dla tego odcinka to 120 km/h. Pomiędzy istniejącymi węzłami Bydgoszcz Południe (Stryszek) i Nieszawka planowane jest powstanie węzłów Bydgoszcz Park Przemysłowy (Emilianowo), Bydgoszcz Nowotoruńska (Makowiska) oraz Solec Kujawski.

Do maja 2018 bydgoski oddział GDDKiA ma opracować program funkcjonalno-użytkowy. Przetarg na roboty planowano ogłosić w czerwcu 2018 roku, podpisanie umów z wykonawcami planowano na sierpień 2019 a opracowanie projektów budowlanych do maja 2020 roku. Według tego planu roboty miały zacząć się w listopadzie 2020 i zakończyć w październiku 2022.
Przetarg na zaprojektowanie i wybudowanie drogi ekspresowej na odcinku Bydgoszcz – Toruń planowano rozpisać w 2021 roku.
W 2018 GDDKiA rozstrzygnęła przetarg na wykonanie Studium Techniczno-Ekonomiczno-Środowiskowego dla odcinka S10 z Wyrzyska do Bydgoszczy, które ustala m.in. warianty przebiegu trasy oraz umożliwia uzyskanie decyzji środowiskowej i ostatecznej zgody na realizację przedsięwzięcia. Najkorzystniejszą ofertę złożyła firma Mosty Katowice (2,145 mln zł). 24 lutego 2020 roku Regionalny Dyrektor Ochrony Środowiska w Bydgoszczy wydał decyzję środowiskową dla trasy S10 między Bydgoszczą a Toruniem, w której zatwierdził wybór wariantu, wybranego przez GDDKiA w Studium Techniczno-Ekonomiczno-Środowiskowym. Decyzja ta wzbudziła kontrowersje z uwagi na przeprowadzenie drogi przez cenny przyrodniczo fragment Puszczy Bydgoskiej. W kwietniu 2022 Wojewódzki Sąd Administracyjny w Warszawie odrzucił związane z tym skargi środowisk ekologicznych.
W połowie czerwca 2021 GDDKiA ogłosiła przetarg na realizację odcinków Bydgoszcz Południe – Emilianowo (18 czerwca; 8,9 km), Emilianowo – Solec Kujawski (8,6 km), Solec Kujawski – Toruń Zachód (21,2 km) oraz – jako ostatniego – Toruń Zachód – Toruń Południe (12 km)(16 lipca 2021). Najtańsze oferty złożyły: na odcinek Bydgoszcz Południe – Emilianowo – Budimex (14 grudnia 2021 unieważniono dokonany wybór oferty); Solec Kuj. – Toruń Zach. – konsorcjum Kobylarnia i Mirbud z ceną blisko 426 mln zł, Toruń Zachód – Toruń Południe – Grupa NDI i SP Sine Midas Stroy, Emilianowo – Solec Kujawski – Budimex. W rezultacie 28 stycznia 2022 wyłoniono wykonawcę odcinka między węzłem Toruń Zachód a autostradą A1 (konsorcjum sopockiej Grupy NDI i kazachskiej spółki SP Sine Midas Stroy), 1 lutego 2022 wykonawcę odcinka od Solca Kujawskiego do Torunia Zachód (Kobylarnia razem z Mirbudem) (wartość kontraktu: 425 869 442,92 zł), a 8 lutego 2022 wykonawcę odcinka Bydgoszcz Południe-Emilianowo, którym dzięki ofercie o wartości niemal 411 mln zł został Intercor z Zawiercia. Wykonawca odcinka Emilianowo – Solec Kujawski z węzłem i obwodem utrzymania drogi w Makowiskach został wskazany dopiero 25 marca 2022 i stała się nim Polaqua.
6 maja 2022 GDDKIA podpisała umowy na zaprojektowanie i realizację odcinków Bydgoszcz Południe-Emilianowo i Solec Kujawski – Toruń Zachód. Wykonawca drugiego z nich ma 41 miesięcy na realizację kontraktu, z czego 15 miesięcy ma zająć projektowanie trasy i uzyskanie zezwolenia na realizację inwestycji (ZRID). Oznacza to, że prace drogowe rozpoczną najwcześniej w sierpniu 2023, a skończą najwcześniej w 2026. W tym samym miesiącu z podpisania umowy na odcinek Toruń Zachód – Toruń Południe zrezygnowała Grupa NDI. 30 października 2024 roku wojewoda kujawsko-pomorski wydał decyzję o zezwoleniu na realizację inwestycji drogowej (ZRID) dla budowy drogi ekspresowej S10 Bydgoszcz Południe - Bydgoszcz Park Przemysłowy (8,9 km) wraz z rozbudową drogi krajowej nr 25 (5,4 km), zaś 12 lutego 2025 roku wojewoda wydał decyzję o zezwoleniu na realizację inwestycji drogowej (ZRID) dla budowy drogi ekspresowej S10 Solec Kujawski - Toruń Zachód (21,2 km). 
17 czerwca 2025 roku Wojewoda Kujawsko-Pomorski wydał decyzję o zezwoleniu na realizację inwestycji drogowej (ZRID) dla budowy drogi ekspresowej S10 na odcinku od węzła Bydgoszcz Park Przemysłowy do węzła Solec Kujawski o długości 8,6 km.  W ramach inwestycji powstanie węzeł Bydgoszcz Łęgnowo, a w jego sąsiedztwie Obwód Utrzymania Drogi w Makowiskach. Budowa potrwa do 2027 roku .    

### Województwo mazowieckie
W ramach realizacji wschodniej obwodnicy Płońska w ciągu S7, oddanej do użytku 3 czerwca 2009, powstał węzeł Siedlin (Płońsk Wschód) mający być w przyszłości połączeniem S10 i S7. Jednak 12 listopada 2015 roku weszło w życie nowe rozporządzenie, które przesuwa ciąg drogi w województwie mazowieckim na południe, przybliżając S10 do Płocka i Nowego Dworu Mazowieckiego. Ponadto zaplanowano wydłużenie trasy do Wołomina, gdzie miało nastąpić połączenie z trasą S8. Natomiast na podstawie Rozporządzenia Rady Ministrów z dnia 24 września 2019 r. zmieniającego rozporządzenie w sprawie sieci autostrad i dróg ekspresowych, ponownie zmodyfikowano przebieg drogi S10, skracając jej przebieg do miejscowości Naruszewo, gdzie połączy się z nowo planowaną Obwodnicą Aglomeracji Warszawskiej (droga ekspresowa S50).